# 焦濟尼
焦濟尼是南非的城鎮，位於該國東北部，由夸祖魯-納塔爾省負責管轄，毗鄰與斯威士蘭接壤的邊境，面積0.45平方公里，海拔高度115米，2001年人口543，人口密度每平方公里1,200人。